# Batek (peuple)
Pour les articles homonymes, voir Batek.

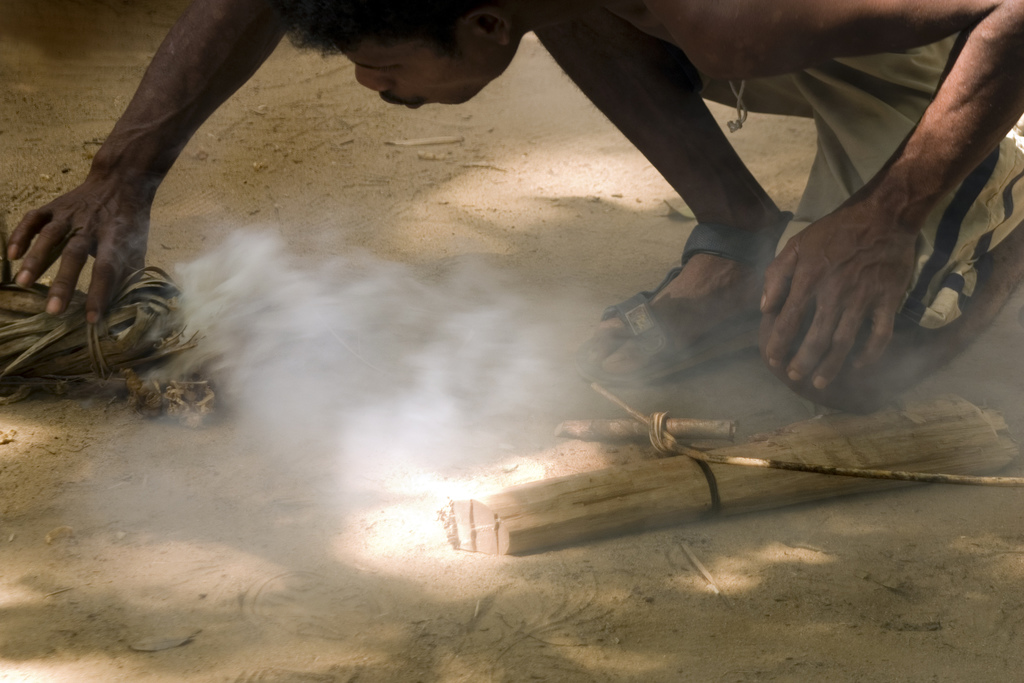
Un Batek allume du feu selon la méthode traditionnelle

Les Batek ou Bateq sont une population autochtone de la péninsule Malaise, catégorisés à ce titre Orang Asli ("gens des origines") par le gouvernement malaisien. Au nombre d'environ 750, ils vivent dans les forêts humides de la péninsule. En raison d'empiètements successifs, leur zone d'habitation se réduit aujourd'hui au Taman Negara (le parc national de la péninsule). Les Batek sont des nomades et chasseurs-cueilleurs.
Les premiers textes sur les Batek datent de 1878, écrits par l'explorateur et naturaliste russe Nikolaï Mikloukho-Maklaï

## Langue
La langue batek appartient au groupe dit des langues asliennes de la branche môn-khmer des langues austroasiatiques.

## Organisation familiale
Les Batek vivent normalement dans les groupes familiaux, dans des tentes, avec environ 10 familles formant un campement. Chaque camp a généralement le contrôle de la terre immédiatement autour d'elle, mais comme le peuple Batek ne croit pas à la notion de propriété privée de la terre, le campement est considéré comme le gardien de la terre, plutôt que son propriétaire. Ils sont nomades. 
L'économie Batek est très complexe, avec des choses telles que la terre, n'acceptant pas un droit de propriété. Les normes sociales dictent que le bien individuel soit le plus souvent partagé avec l'ensemble de la société comme la nourriture que l'on trouve en fouillant. Certaines choses sont considérés comme des biens personnels, comme la sarbacane des hommes, ou les peignes des femmes.
Les Batek constituent une société matrilinéaire et pacifique,. Si un membre du groupe a un conflit avec un autre membre du groupe, ils discuteront de la question en privé. Si cela n'arrête pas le désaccord, chacun porte publiquement ses arguments afin d'avoir d'autres membres du camp pour suggérer une solution. Étant donné que tous les membres adultes du camp sont égaux entre eux, il n'existe aucun système de leader.